# أرتور شوبنهاور
آرثر شوبنهاور أو شُبِنْهَوَر (بالألمانية: Arthur Schopenhauer)(22 فبراير 1788 – 21 سبتمبر 1860 م) فيلسوفٌ ألماني، أشهر أعماله كتاب العالم إرادة وفكرة الصادر عام 1818 (وصدر الإصدار الثاني الموسع منه في عام 1844). يشخّص فيه عالم الظواهر بصفته نتاج الإرادة العمياء للشيء في ذاته (نومينون). بنى شوبنهاور أفكاره على الفلسفة المثالية المتعالية لإيمانويل كانت، فتبنّى نظامًا ماورائيًا وأخلاقيًا إلحاديًا يرفض الأفكار المعاصرة التي سادت في عهد الفلسفة المثالية الألمانية. كان شوبنهاور من أوائل المفكرين الغربيين الذين شاركوا التعاليم والعقائد البارزة في الفلسفة الهندية، مثل الزهد وإنكار الذات وفكرة المايا في الفلسفة الهندية (والتي تقول إن العالم الظاهري عالم غير حقيقي كما يبدو). وُصفت أعمال شوبنهاور بأنها التجسيد الأمثل للتشاؤمية الفلسفية.
لم تحظَ أعمال شوبنهاور بالاهتمام الملحوظ في حياته، لكن الفيلسوف ترك تأثيرًا كبيرًا بعد وفاته على مختلف المجالات، مثل الفلسفة والأدب والعلوم. تأثر العديد من المفكرين والفنانين بكتاباته عن الزهد والأخلاق وعلم النفس. استشهد كثيرون بتأثير شوبنهاور على أعمالهم، منهم فلاسفةٌ مثل إميل سيوران وفريدريك نيتشه ولودفيغ فيتغنشتاين، وعلماء مثل إرفين شرودنغر وألبرت أينشتاين، والمحلّلان النفسيّان سيغموند فرويد وكارل يونغ، والكُتّاب ليو تولستوي وهرمان ملفيل وتوماس مان وهرمان هيسه وماشادو ده أسيس وخورخي لويس بورخيس ومارسيل بروست وصمويل بيكيت، ومؤلفون موسيقيون مثل ريتشارد فاغنر ويوهانس برامس وأرنولد شوينبيرج وغوستاف مالر.

## حياته

### النشأة
وُلد أرتور شوبنهاور في مدينة دانزيغ الألمانية (كانت سابقًا جزءًا من الكومنولث البولندي الليتواني، وتُعرف اليوم باسم غدانسك، وهي إحدى مدن بولندا) في شارع هايليغه غايست غاسه (شارع القدّيس دوخا 47 حاليًا)، وهو ابن يوهانا شوبنهاور (تروزينر بالولادة، 1766-1838) وهاينريك فلوريس شوبنهاور (1747-1805)، وينحدر والده ووالدته من عائلتين أرستقراطيتين ألمانيّة وهولنديّة الأصول. لم يكن والداه متدينين، وكانا من مؤيدي الثورة الفرنسية والجمهوريانية والكوسموبوليتية، وكانا معجبين بإنجلترا وثقافتها وأدبها. انتقل هاينريك إلى هامبورغ -وهي مدينة حرة ذات دستور جمهوري- بعدما أصبحت دانزيغ جزءًا من بروسيا، لكنّ عمَل شركته التجارية استمرّ في دانزيغ حيث بقي معظم أفراد العائلة الكبيرة. لشوبنهاور شقيقة واحدة هي أديله، ووُلدت في 12 يوليو عام 1797.
أُرسل أرتور إلى لاهاي في عام 1797 ليعيش لدى عائلة شريك والده التجاري، وهو غريغوار دو بليزيمار. كان أرتور سعيدًا على ما يبدو إبان السنتين اللتين قضاهما هناك، فتعلّم الفرنسية وأسس صداقة طويلة مع جان أنتيم غريغواري دو بليزيمار. بدأ أرتور تعلّم العزف على الناي منذ عام 1799، وفي عام 1803، ذهب برفقة والديه في جولة سياحية إلى هولندا وبريطانيا وفرنسا وسويسرا والنمسا وبروسيا. كانت جولةً سياحية سعيدة، واستغلّ والده الفرصة لزيارة بعض شركائه التجاريين في الخارج.
عرض عليه والده خيارًا من اثنين: البقاء في المنزل والتحضير للجامعة، أو السفر معه وإكمال تعليمه التجاري. اختار أرتور السفر مع والده، وندم أشد الندم على هذا الخيار لأن تعلّم مهنة التجارة أضجره. أمضى أرتور 12 أسبوعًا من جولته في مدرسة ضمن ويمبلدون، فخاب أمله بشدة من تديّن الكنيسة الأنجليكية الصارم والسطحي فكريًا. استمرّت انتقاداته اللاذعة للتدين الأنجليكاني في مراحل لاحقة من حياته على الرغم من إعجابه بالثقافة الإنجليزية ونتاجها. تعرّض أرتور لضغوطات من والده أيضًا، فلم يكن الأخير راضيًا عن تحصيله الدراسي.
توفي هاينريك في سنة 1805 بعد غرقه في قناة قريبة من منزله في هامبورغ. ربما كانت وفاته حادثة طبيعية، لكن زوجته وابنه اعتقدا أن الأب أقدم على الانتحار. اتسم والده بسلوك غير اجتماعي، فكان مصابًا بالقلق والاكتئاب، وبرزت أعراضهما بشدة في مراحل متأخرة من حياته. أصبح الأب أيضًا شديد الاهتياج، حتى أن زوجته بدأت التشكيك في صحته النفسية. «كان لدى الوالد خوفٌ مظلم وغامض، دفعه لاحقًا رمي نفسه من عليّة منزله في هامبورغ».
برزت على أرتور أعراض تقلّب المزاج أيضًا منذ شبابه، واعترف مرارًا أنه ورث المزاجيّة من والده. في الواقع، تشير دلائلٌ إلى حالات أمراض نفسية خطيرة في عائلة والد شوبنهاور. أُعجب شوبنهاور بوالده على الرغم من مشقّة العيش معه، وذكره لاحقًا بصورة إيجابية. خلّف هاينريك شوبنهاور تركة ضخمة قُسّمت إلى 3 أقسام، خُصّصت لكلٍّ من يوهانا وطفليها. خُوّل شوبنهاور للتحكّم في ورثته عندما يصل إلى سنّ الرشد. استثمر شوبنهاور أمواله استثمارًا محافظًا في السندات الحكومية، وحصل على فائدة سنوية تزيد عن ضعف الأجر الذي يتقاضاه بروفيسورٌ جامعي. عندما أنهى شوبنهاور تدريبه في المتجر، وبتشجيع من والدته، كرّس نفسه للدراسة في المدرسة الإرنستينية الثانوية في غوتا، الواقعة في دوقية ساكسونيا غوتا ألتنبورغ. كان لشوبنهاور حياة اجتماعية بارزة هناك، فعاشر النبلاء المحليين وأنفق جزءًا كبيرًا من أمواله، وذلك ما أدى إلى قلق والدته الحريصة على الاقتصاد. ترك شوبنهاور المدرسة الثانوية بعد كتابة قصيدة ساخرة من أحد معلميه في المدرسة. ادعى شوبنهاور أنه ترك المدرسة طوعًا، لكن رسائل والدته تدل على أنه طُرد من المدرسة.

### شوبنهاور في شبابه
أمضى شوبنهاور سنتين من حياته تاجرًا تكريمًا لذكرى والده، وفي تلك الفترة، شكّك شوبنهاور في مقدرته على بدء مسيرة دراسية جديدة، فجلّ تعليمه السابق هو تدريب في مجال التجارة، ولم يفلح في تعلّم اللاتينية التي تُعد شرطًا أساسيًا لبدء مسيرة أكاديمية.
انتقلت والدته، بصحبة ابنتها أديله، إلى فايمار -التي كانت حينها مركز الأدب الألماني- لتستمتع بالحياة الاجتماعية بين الكُتاب والفنانين. لم يكن فراق أرتور عن والدته سلسًا، فكتبت والدته في إحدى الرسائل مثلًا: «أنت شخصٌ لا يُطاق وعبء كبير، العيش معك صعبٌ جدًا. إن تصلّفك يغطّي جميع محاسنك، وتصبح محاسنك تافهة لأنك لا تستطيع كبح نزعتك تجاه انتقاد الآخرين وإظهار سلبياتهم.» وُصفت والدته يوهانا بالمَرِحة والاجتماعية عمومًا. لم يلتق شوبنهاور بوالدته بعد الانفصال، وتوفيت الوالدة بعد 24 سنة. يُقال إن بعض الآراء السلبية التي اتخذها شوبنهاور تجاه النساء نابعة من علاقته السيئة بوالدته.
انتقل أرتور إلى هامبورغ ليعيش مع صديقه جان أنتيم، حيث كان الأخير يدرس ليصبح تاجرًا.

### تعليمه
انتقل شوبنهاور إلى فايمار، لكنه لم يعِش مع والدته، والتي حثّته بدورها على الامتناع عن المجيء، وادعت أن السبب عدم انسجامهما معًا. تدهورت العلاقة بينهما بسبب اختلاف طباعهما. اتهم شوبنهاور والدته بالاستهتار المالي، ووصفها باللعوب الراغبة في الزواج مجددًا، وهو ما رآه إهانة لذكرى والده. عبّرت والدته عن حبّها له مرارًا، لكنها لم تكفّ عن توجيه انتقاداتها اللاذعة، ووصفته بالمزاجي والأخرق غير اللّبق وكثير الجدال، وحثّته على تحسين سلوكه حتى لا ينفر الناس منه. ركّز أرتور اهتمامه على الدراسة، وكان أداؤه جيدًا حينها، وحظي بمظاهر الحياة الاجتماعية السائدة أيضًا مثل الحفلات والحفلات الراقصة والمسرح. في الفترة ذاتها، أصبح صالون يوهانا الشهير بارزًا بين النخبة والوجهاء، أبرزهم يوهان غوته. فحضر أرتور حفلاتها، خصوصًا عندما يعلم بحضور غوته -مع أن الكاتب والسياسيّ الشهير لم يلحظْ الطالب الشاب والمجهول على ما يبدو. يُقال إن غوته فضّل تجنّب أرتور لأن يوهانا حذّرته من طبيعة ابنها المكتئبة والشرسة، أو لأن علاقة غوته كانت سيئة حينها مع أستاذ اللغات الذي يدرّس أرتور وزميله في السكن، وهو فرانتس باسوف.

## فكره
لاحظ شوبنهار أن الوجود يقوم على أساس من الحكمة والخبرة والغائية، وأن كل شيء في الوجود دليل صادق على إدارة الفاعل وقدرته وحكمته وخبرته وإتقانه.
دفع مزاج شوبنهاور به إلى اختيار نوعية معينة من الكتب، وكان اختياره منصباً على دراسة بوذا ثم كتب الديانة الهندية، وتعمق لديه الإحساس بأن الحياة شر، وأن الحياة ليس فيها إلا الألم والمرض والشيخوخة والموت. والديانة الهندية تقوم على أن الحياة قائمة على أنواع من الشرور الطبيعية والخلقية.
في الحديث عن غريزة الجنس، لشوبنهاور موقف خاص جداً من هذه الغريزة، وموقفه هذا كان أساساً لمواقف بعض الفلاسفة، وسنداً لمذاهبهم، وتحديداً مذهب فرويد في علم النفس ومدرسته التي قامت على أساس من التركيز على دافع الجنس.
إن شوبنهاور يعلي من شأن الدافع الجنسي لدى الإنسان والحيوان، ويجعل منه الركيزة الأساسية التي تدور عليها حياة الفرد والجماعة، بل يجعل منه الأساس الأوحد الذي تدور عليه الحياة عند كل الكائنات، وبخاصة الإنسان، ومن ثم فإن الجنس هو مفتاح السلوك الإنساني، وعلى أساس منه يمكن تفسير كل سلوك إنساني من الألف إلى الياء.

## مؤلفاته
كتب شوبنهاور رسالته التي نال بها درجة الدكتوراه عام 1813م وكان الكتاب عن الأصول الأربعة لمبدأ السبب الكافي. وهو يقصد بالسبب الكافي علاقتنا بالعالم الخارجي وفهمنا إياه. ويرى أن السبب الكافي الذي يتحدث عنه يقوم على أصول أربعة هي: (علاقة بين مبدأ ونتيجة- علاقة بين علة ومعلول- علاقة بين زمان ومكان – علاقة بين داع وفعل). والصور الثلاثة الأول تخص التصور النظري، أما الصورة الرابعة فهي العمل. وهذه الأربعة هي التي ينشأ عنها تصورنا للعالم الخارجي، وانفعالنا معه. ثم أخرج كتابه الثاني وهو العالم إرادة وتصور أو العالم إرادة وفكرة. وقد فتن بكتابه هذا حتى ظن أنه قد وضع فيه التصور النهائي للوجود والفكر. ولكن كتابه هذا لم يلق قبولاً, حتى أنه بعد ما يزيد على العشرة أعوام، أُبلغ شوبنهاور أن جزءاً من نسخ كتابه قد بيع ورقاً فاسداً تُلف به البضائع، فازداد تشاؤماً, وأرجع ذلك إلى مؤامرة تحاك ضده من جميع المفكرين والفلاسفة، وأنهم لا يفهمون فلسفته لأنه يكتب للأجيال القادمة، ثم قال: (إن كتابي هذا مثل المرآة، فإذا نظر فيها حمار فلا تنتظر أن يرى فيها وجه ملاك) [بحاجة لمصدر]. ثم نشر كتاباً تحت عنوان: (الإرادة في الطبيعة) (1836م), جمع في هذا الكتاب من الأمثلة والشواهد الطبيعية ما ظنه أدلة على نظريته في الإرادة الكلية، التي تحدث عنها في كتابه السابق. وفي سنة (1841م) أصدر كتاباً بعنوان: (المشكلتان الأساسيتان في فلسفة الأخلاق) وفي سنة (1851م) أصدر كتابين هامين عن : (النتاج والفضلات). وقد بذل فيهما قصارى جهده، وعصارة فكره، ولكنه تلقي عشر نسخ منهما تعويضاً له عن مجهوده في تأليفهما، فلم تكن مؤلفاته قد لقيت قبولاً بعد، وإن كانت فلسفته بدأت تلفت الأنظار.
وفي أخريات حياته بدأت فلسفته التشاؤمية تلقى اهتماماً لدى الأوساط، مما جعله يشعر ببعض الرضا في خلال عام (1854م). وفي 21 سبتمبر 1860م جلس في الفندق المتواضع الذي قضي فيه الثلاثين عاماً الأخيرة من عمره. وكان يتناول إفطاره، وبعد ساعة وجدته صاحبة الفندق ما يزال جالساً كما هو، فاقتربت تتفحصه فوجدته ميتاً.
وقد ألف شوبنهاور كتابا غير معروف كثيرا في مجال المنطق والحجاج بعنوان"فن أن تكون دائما على صواب أو الجدل المرائي"، ترجمه مؤخرا إلى اللغة العربية الأستاذ رضوان العصبة وراجعه الأستاذ حسان الباهي، والصادر عن منشورات ضفاف- دار الأمان، الطبعة الأولى، 2014. يلخص الأستاذ رضوان العصبة في مقدمته مضمون هذا الكتاب، الصفحة 16 و 17 و 18، فيقول إنّ هذا الجدل المرائي أو المشاغبي قصده أولا "الغلبة ومرامه الانتصار، وثانيهما أن من بغى ذينك استوسل المشروع من الأمور وغير المشروع منها، واحتال وكاد. ولما كان الأمر، كذلك استفسر عنه شوبنهاور واستفهم، فكان منتهى الفهم أن هو وجد الكبرياء الفطرية للكائن الآدمي شأنها أن لا تقبل أن يظهر إثباتنا كاذبا، وأن لا تقبل أن يكون إثبات الخصم صادقا. أنْ يُغلَبَ المرءُ ويُهزَمَ، فتلك هي الذلة والشماتة، لذلك ترى الواحد منا يفرغ الجهد ما أمكنه ذلك ذودا عن كبريائه وصونا لها، فيعمد إلى صادق الحجة وصحيحها أو قل مستقيمها، إنْ هو أنس من خصمه ميلا إلى الحق وإيثارا له، أو يجنح إلى كاذب الحجة وخاطئها أو قل ملويها، إنْ هو لقي من الخصم تعسرا واعتياصا. والذي عند الرجل أن الحقيقة ملك لذاك الذي حصل حجتها مستقيمها وملتويها، وأن الحجة سلاح دأبه أن يفرض الحقيقة الفرض وينتزعها الانتزاع، وقوة ديدنها أن تضع الحقيقة وضديدها الباطل؛ وفي هذا عمق نظر وعظيم درك؛ فإن هو كان نيتشه أعمل تقويضه ومطرقته في موضوعات الفلسفة أو قل أصنامها، فكان أن استفرد برأي في الحقيقة فريد عجيب لمّا عدّها إنتاجا بل صناعة بيد الأقوياء، أي مفعولا لإرادة القوة، فإنّ هذه الفكرة تجد حضورها التكويني عند شوبنهاور، إذ لا وجود للحقيقة إلا تلك التي تملك قوة الحجة أو قوة السلطة أو هما معاً.
إنّ الجدل إذن، إن هو حقق أمره، تبين أنه فن أن نكون دائما على صواب، وفن لتمرير الدعاوى على أنها صادقة؛ فهو إذن ليس ينشغل بالحقيقة الموضوعية مثلما هو الأمر عند أرسطو، مادامت هذه الأخيرة ليست وجودا قبليا وإلا امتنع الحوار وكف البحث والاستقصاء، ولَمَا قامت للفلسفة قائمة، بل إنها وجود بعدي يقيمه التحاور وينشئه الجدل. وإنْ هو كان أرسطو قد فصل بين الجدل (الحقيقة المشهورة) والسفسطة (المغالطات)، فإنّ شوبنهاور قد وصل بينهما. لذلك وجدنا الكثير من الحيل التي أوردها في كتابه مأخوذة هي من كتابي الجدل والسفسطة لأرسطو، لِمَا علمت سابق العلم أنه ليس يميز بينهما لوحدة غرضهما ومشترك مقصودهما. ويعدد شوبنهاور في كتابه ثمانيا وثلاثين حيلة شأنها أن تنصر الدعوى (الحق) أو تحق نقيضها (الباطل)، وهي المعروفة عند أرسطو باسم المواضع les topiques، topi (المواضع الجدلية في كتاب الجدل، المواضع المغالطية أو الأمكنة المغلطة في كتاب المغالطات، المواضع الخطابية في كتاب الخطابة). ويؤاخذه شوبنهاور على اهتمامه بالجانب النظري وإغفاله الجانب التطبيقي العملي، هذا الجانب الذي انصرفت عناية صاحبنا إليه، يقول:"أكبّ أرسطو في الطوبيقا بروحه العلمية المعتادة، على تأسيس الجدل بطريقة جدِّ منهجيةٍ ونسقيةٍ، الأمر الذي يستحق إعجابنا وإن كان الهدف، وهو هنا عملي بالطبع، لم يتحقق فعلا... لا يبدو لي أنه بلغ هدفه، وقد حاولت معالجته بشكل مغاير". وبالجملة، فإنّ هذه الحيل جميعها تؤول إلى أسلوبين هما: ad rem (الحجة على الموضوع) وad hominem (الحجة على الذات)، وإلى طريقتين: دحض مباشر، ودحض غير مباشر ينقسم إلى العكس والحجة الفرعية. بالنسبة للأسلوبين، أعتقد أنهما وردا على التوالي عند أرسطو في كتاب الجدل باسم تبكيت الحجة وتبكيت الخصم. وختم الكلام عند شوبنهاور أنه ليس تخلو مطارحة من إعمال ذينك الأسلوبين والطريقتين".

## فلسفته
قامت فلسفة شوبنهاور على الأسس الآتية:
1. أن الوجود عبارة عن المادة المطلقة، فليس في الوجود سوى المادة
2. أن العلم عبارة عن (إرادة وفكرة).
3. الإرادة الكلية في الطبيعة عنايتها تنصب على الحفاظ على الحياة في الأنواع، ولذلك تهتم بالإبقاء على الأنواع في النبات والحشرات والحيوان والإنسان، وهي في اهتمامها بالنوع، لا تلقي بالاً إلى الأفراد الذين تطحنهم الآلام، ويعذبهم الشقاء، ويغرقون في بحار المآسي والشرور.
4. الموت هو عدو الإرادة الكلية، وهو الذي يحاول أن يقضي على الحياة والأحياء، ولكن الإرادة الكلية تهزمه عن طريق غريزة الجنس التي تدفع الأحياء إلى التزاوج والتناسل، وبذلك تعوض الإرادة عن طريق النسل ما يأخذه الموت، وتبقي الحياة والأحياء تحقيقاً لرغبة الإرادة الكلية.
5. الحياة كلها، بل الوجود كله شرور وأحزان ومشقات وآلام، وليس في الوجود كله خير قط، ولا يعرف معنى السعادة, وأقصى ما يتصور من خير في الوجود، أن تقل شروره نوعاً أو تخف آلامه هوناً. الشر والشقاء والتعاسة هي جوهر الحياة، وحقيقة الوجود، وهذه الأشياء هي الجانب الإيجابي في الحياة، أما ما يسمى بالسعادة، أو اللذة، أو الخير أو غير ذلك، فليست أموراً إيجابية، بل هي أمور سلبية، بمعنى أن السعادة ليست إلا سلب الآلام، واختفاء الشقاء أو التخفيف منه قليلا، ومن ثم فلا وجود لشيء اسمه السعادة أو اللذة، ولكن هناك شقاء وتعاسة وآلام، قد تكون شديدة، وقد تخف قليلاً أو كثيراً, فيسمي الناس هذه الحالة سعادة أو لذة.
6. وسيلة الإرادة الكلية في تنفيذ غايتها من بقاء النوع في الإنسان أمران: العقل، والغريزة الجنسية.
7. عودة إلى ما قرره فيلسوف التشاؤم، من أن الوجود كله شر.فالوجود شر، لأن الألم والتعاسة هما الشيء الإيجابي، وأما ما نسميه سعادة ولذة، فهو أمر سلبي، فلا يزيد عن كونه سلباً للألم أو تخفيفاً منه للحظة، ثم تنتهي تلك اللحظة ليأتي الألم من جديد.
8. لكل ما تقدم من أدلة على أن الحياة آلام، والوجود شر – فيما يزعم شوبنهاور - فإن الفيسلوف يدعو إلى نبذ الحياة – ويرغب في الانتحار تخلصا من شقاء الحياة وشرورها.

والفيلسوف – وهو يرَغب في الانتحار ويدعو إليه – يبين أن الموت في ذاته لا يسبب للإنسان ألما قط، ولكن الناس يتألمون من فكرة الموت أكثر مما يتألمون من الموت نفسه ؛ لأن الإنسان لايلتقي بالموت أبدا، فكيف يتألم منه ؟ إن الإنسان طالما هو حي لم يمت، فهو لا يرى الموت ولا يلتقي به ومن ثم لا يتألم منه، فإذا ما انتحر الإنسان ومات، فإن الموت حين يجيئ يكون الإنسان قد ذهب، وعلى ذلك فالإنسان يخاف من فكرة الموت، لكن الموت حين يجيئ ويقع يكون الإنسان قد استراح من شقاء الحياة وآلامها، وتخلص نهائيا من الإرادة الكلية العمياء الشريرة التي لا عمل لها إلا ترغيبه في الحياة وإغراؤه بها ليظل يصلى شقاءها وآلامها.

### أقواله
- كل صبي أحمق يستطيع أن يقتل حشرة، لكن كل علماء الأرض لا يستطيعون أن يخلقوا واحدة.
- من النادر أن نفكر فيما نملك، بل نحن نفكر فيما ينقصنا.
- يمكن للمرء أن يفعل ما يشاء، لكنه لا يستطيع أن يريد ما يشاء.
- المهارة تصيب هدفا لا يمكن لأحد أن يصيبه، أما العبقرية فتصيب هدفا لا يمكن لأحد أن يراه.
- الأصدقاء والمعارف أضمن طريقة لتحقيق الثروة.
- الثروة مثل ماء البحر، كلما شربت منها زاد عطشك؛ وذلك ينطبق أيضا على الشهرة.
- التضامن الشامل هو الضمان الوحيد للفضيلة.
- من الصعب أن تبقى هادئا إن لم يكن لديك ما تفعله.
- الصحفيون مثل الكلاب: يبدأون في النباح كلما تحرك شيء.
- حياة الوحدة مصير كل الأرواح العظيمة.
- الدين هو رائعة فن تدريب الحيوان، فهو يدرب الناس على الطريقة التي يجب عليهم التفكير بها.
- كل الحقائق تمر بثلاث مراحل: الأولى أن تتعرض للسخرية، والثانية أن تقاوم بعنف، أما الثالثة فأن يتم اعتبارها من المسلمات.
- كل أمة تسخر من الأمم الأخرى، وكلهم على حق.
- نحن نتخلى عن ثلاثة أرباع أنفسنا لكي نصبح مثل الآخرين.
- التواضع بالنسبة لمحدودي القدرات لا يعدو كونه صدقا، أما بالنسبة لذوي المهارات العظيمة فهو رياء.
- قوة الإرادة بالنسبة للعقل مثلها مثل رجل قوي أعمى يحمل على كتفيه رجلاً كسيحاً يستطيع أن يرى.
- يمكن للمرء أن يكون على طبيعته فقط عندما يكون وحده.
- لم تمر بي أبدا أية محنة لم تخففها ساعة أقضيها في القراءة.
- السوقيَّة نتاج الإرادة حين يغيب الذكاء.
- أي كتاب على أي قدر من الأهمية يجب أن تعاد قراءته فورا.
- التغيير هو وحده الأبدي الدائم الخالد.
- الحياة تتأرجح كالبندول بين الألم والملل.
- تذكر أن سرعة تقدمك لا تبدأ في الزيادة إلا عندما تتخطَّى قمة التل.
- ستكون بعد موتك ما كنت عليه قبل ولادتك.
- لا يمكن لمعدوم الذكاء أن يراه.
- الطبيب يشاهد كل الضعف البشري، والمحامي كل الشر، ورجل الدين كل الغباء.
- تضحية المرء بصحته في سبيل أي نوع آخر من أنواع السعادة هو أكبر الحماقات
- الكراهية تنبع من القلب، والاحتقار من العقل، وكلاهما خارج عن إرادتنا.
- كل مآسينا تقريبا تنبع من صلاتنا بالآخرين
- كلٌ منا يعتبر أن حدود مجال رؤيته هي حدود العالم.
- العظماء مثل النسور، وهم يبنون أعشاشهم في وحدة نبيلة.
- الشرف يجب ألَّا يُكتسب، بل يجب فقط ألا يُفقد.
- عادة ما تقابل أعظم إنجازات العقل البشري بالشك.
- التضحية باللذة في سبيل تجنب الألم مكسب واضح.
- الرجال بطبيعتهم لا يبالون ببعضهم البعض، أما النساء فأعداء بطبيعتهم.
- ينتج العناد عن محاولة الإرادة إقحام نفسها محل العقل.
- اكتشف الخيميائيون أثناء بحثهم عن الذهب كثيراً من الأشياء الأكثر نفعا.
- لا يشعر المرء بالحاجة إلى ما لم يخطر له أن يطلبه.